# Selago acutibractea
Selago acutibractea är en flenörtsväxtart som beskrevs av O.M. Hilliard. Selago acutibractea ingår i släktet Selago och familjen flenörtsväxter. Inga underarter finns listade i Catalogue of Life.